# RH Singles&...
『RH Singles&...』（アールエイチ シングルス アンド）は、1999年11月25日発売の広末涼子の最初のベスト・アルバム。発売元はワーナーミュージック・ジャパン。それまでに発売された全てのシングル曲とそのカップリング曲、新曲1曲が収録されている。

## 概要
- 初回限定盤は40ページのメモリアル写真集付き。
- ディスコグラフィー付。
- 2013年9月25日には『RH Singles &... 〜edition de luxe〜』として新たに3曲収録され、再リリースされた。さらにその初回限定盤はDVD付き。

## 収録曲
1. MajiでKoiする5秒前
作詞・作曲:竹内まりや、編曲:藤井丈司、ストリングス編曲：服部隆之
  - 1stシングル
2. 大スキ!
作詞・作曲:岡本真夜、編曲:藤井丈司
  - 2ndシングル
3. 風のプリズム
作詞・作曲:原由子、編曲:藤井丈司、ストリングス編曲:島健
  - 3rdシングル
4. summer sunset
作詞・作曲:広瀬香美、編曲:藤井丈司
  - 4thシングル
5. ジーンズ
作詞:相田毅、作曲・編曲:朝本浩文
  - 5thシングル
6. 明日へ
作詞・作曲:岡本真夜、編曲:有賀啓雄
  - 6thシングル
7. とまどい
作詞・作曲:竹内まりや、編曲:十川知司
  - 1stシングルのカップリング曲
8. 大スキ! /sun-deck version
作詞・作曲:岡本真夜、編曲:西田正也
  - 2ndシングル収録の別バージョン曲
9. 風のプリズム 〜unplugged〜
作詞・作曲:原由子、編曲:藤井丈司
  - 3rdシングル収録の別バージョン曲
10. NNNN〜キッス!
作詞・作曲:広瀬香美、編曲:藤井丈司
  - 4thシングルのカップリング曲
11. プライベイト
作曲・編曲:シーナ・リンゴ、編曲:斎藤有太
  - 5thシングルのカップリング曲
12. ハッピィ バースディ
作詞:相田毅、作曲:CHiBUN、編曲:山本拓夫
  - 6thシングルのカップリング曲
13. あのつくことば。
作詞:広末涼子、作曲:かの香織、編曲:藤井丈司
  - 6thシングルのカップリング曲
14. 真冬の星座たちに守られて
作詞:久保田洋司、作曲・編曲:島野聡、ストリングス編曲:村山達哉
  - 新曲、第79回全国高等学校ラグビーフットボール大会テーマソング

〜edition de luxe〜収録曲
15. 果実
作詞:mikiko　作曲：菊池達也　編曲：CHiBUN
  - 7thシングル
16. Crescent River 〜三日月の舟に揺られて〜
作詞・作曲:梶原秀剛、編曲:CHiBUN
  - 7thシングルのカップリング曲
17. LETTERS
作詞・作曲:かの香織、編曲：CHiBUN
  - 7thシングルのカップリング曲

### 〜edition de luxe〜初回限定盤DVD
「RH DEBUT TOUR 1999」のVHSをDVD化し、さらに全シングル曲と「真冬の星座たちに守られて」のPVを収録している。

#### 広末涼子ファーストライブ -RH DEBUT TOUR 1999-
1. WALK OUT!
2. MajiでKoiする5秒前
3. 風のプリズム
4. プライベイト
5. summer sunset
6. ジーンズ
7. なんてったって 今日はクリスマス!
8. 大スキ!
9. 明日へ
10. あのつくことば。

#### ミュージックビデオ集
1. MajiでKoiする5秒前
2. とまどい
3. 大スキ!
4. 風のプリズム
5. summer sunset
6. ジーンズ
7. 明日へ
8. 真冬の星座たちに守られて
9. 果実